# Parque nacional Yankari
Parque nacional Yankari (en inglés: Yankari National Park) es un parque grande de vida salvaje situado en la parte sur y central del estado de Bauchi, en el noreste del país africano de Nigeria. Cubre un área de cerca de 2.244 kilómetros cuadrados (870 millas cuadradas) y cuenta con varios manantiales naturales de agua caliente, así como con una amplia variedad de flora y fauna. Su ubicación en el corazón de la sabana del África occidental la convierte en un lugar único para los turistas y veraneantes que quieren observar la vida silvestre en su hábitat natural. Yankari fue designado y se abrió como el parque nacional más grande de Nigeria en el año 1991